# Otto Hoffmann von Waldau

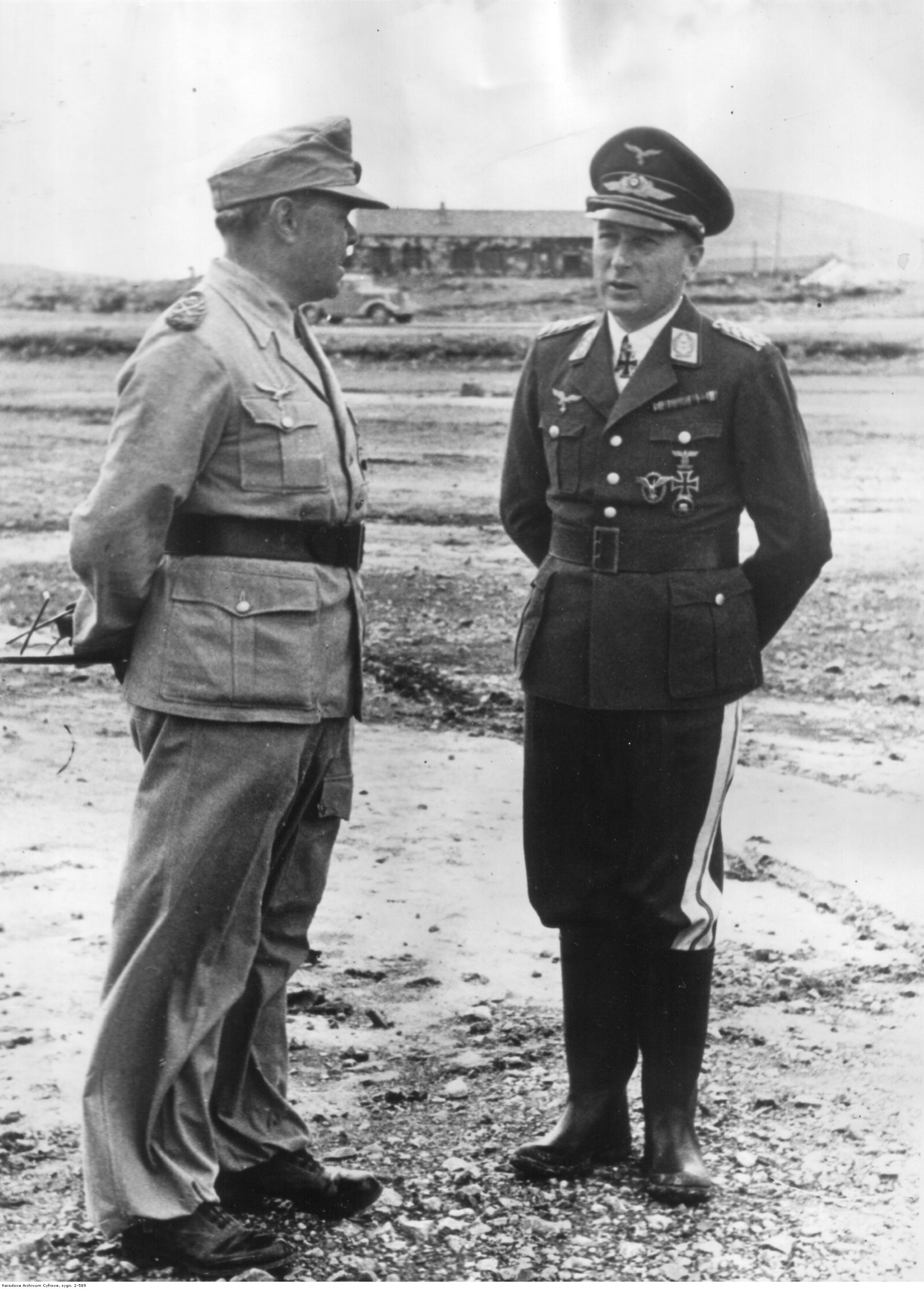
General Otto Hoffmann von Waldau im Gespräch mit Generalfeldmarschall Albert Kesselring, 1942

Otto Richard Hermann Heinrich Hoffmann von Waldau (* 7. Juli 1898 in Bankau; † 17. Mai 1943 bei Petritsch) war ein deutscher General der Flieger der Luftwaffe im Zweiten Weltkrieg.

## Leben
Waldau trat während des Ersten Weltkriegs am 13. Dezember 1915 als Freiwilliger in das Dragoner-Regiment „König Friedrich III.“ (2. Schlesisches) Nr. 8 ein. Nach seiner Beförderung zum Leutnant am 22. März 1917 diente er dort als Zugführer und schließlich als Ordonnanzoffizier. Für sein Wirken erhielt er neben beiden Klassen des Eisernen Kreuzes das Verwundetenabzeichen in Schwarz. Nach Kriegsende wechselte er im Dezember 1918 zum Stab der Garde-Kavallerie-Schützen-Division. Am 1. Oktober 1919 wurde er zum Reichswehr-Reiter-Regiment 8 versetzt, wo er erneut als Zugführer diente. Während seiner dortigen Dienstzeit, die bis 1924 dauerte, absolvierte er von 1920 bis 1923 eine Fliegerausbildung in der Schweiz. 1924 wurde er als Bildoffizier zur 3. Division in Berlin versetzt und im August 1925 zum Oberleutnant befördert. Von Oktober 1928 bis September 1931 nahm er an der Führergehilfenausbildung teil, der getarnten Generalstabsausbildung. Danach diente er beim Stab der 7. Division sowie im Stab des 3. (Preußisches) Reiter-Regiments in Rathenow, bis er im Januar 1932 in das Reichswehrministerium nach Berlin versetzt wurde. Hier bereitete er sich ca. ein halbes Jahr auf einen Auslandseinsatz vor.
Seine Kommandierung führte Hoffman von Waldau im Spätsommer 1932 nach Italien. Dort übernahm er im September die Verantwortung als Luftattaché an der deutschen Botschaft in Rom. Hier wurde er im März 1933 zum Rittmeister befördert. Nach drei Jahren kehrte er am 31. Mai 1935 nach Deutschland zurück und erhielt im Reichsluftfahrtministerium bis zum 30. September 1936 als Referent im Generalstab der Luftwaffe eine Verwendung. Nach einem Jahr als Kommandeur der I. Gruppe im Kampfgeschwader 153 von Oktober 1936 bis September 1937 kehrte er als Chef der 3. Abteilung in den Generalstab der Luftwaffe zurück. Anschließend diente er im Generalstab der Luftwaffe als Chef des Ausbildungsstabes und dann von Februar 1939 über den Beginn des Zweiten Weltkriegs hinaus bis 10. April 1942 als Chef des Luftwaffen-Führungsstabes. In dieser Dienststellung wurde er am 19. Juli 1940 zum Generalmajor
und am 1. März 1942 zum Generalleutnant befördert.
Am 12. April 1942 wurde Waldau zum Fliegerführer Afrika ernannt; diese Dienststellung hatte er bis Ende August 1942 inne. Für seine Leistungen in Nordafrika wurde ihm am 28. Juni 1942 das Ritterkreuz des Eisernen Kreuzes verliehen. Im September 1942 wurde er zum Kommandierenden General des X. Fliegerkorps in Athen und am 1. Januar 1943 zum Chef des Luftwaffenkommandos Südost ernannt. Am 30. Januar 1943 erfolgte seine Beförderung zum General der Flieger.
Am 17. Mai 1943 stürzte seine Kuriermaschine infolge technischen Defekts bei Petritsch in Bulgarien ab.